# مقاطعة إسيكس (فيرمونت)
مقاطعة إسيكس هي مقاطعة في فيرمونت، بلغ عدد سكانها 6٬306  نسمة، في 2010، عاصمتها غويلدهول، تبلغ مساحتها 1٬745 كيلومتر مربع.

## الموقع
تشترك في الحدود مع:
- مقاطعة كوس
- مقاطعة أورليانز (فيرمونت)[6]
- مقاطعة كاليدونيا (فيرمونت)[6]
- مقاطعة غرافتون
- كوتيكوك، كيبك  [لغات أخرى]‏.

## التقسيمات الإدارية
- أفريل[7]
- Averys Gore, Vermont [الإنجليزية]‏[7]
- بلومفيلد[7]
- برايتون[7]
- برونزويك[7]
- كانان[7]
- كونكورد[7]
- إيست هيفن[7]
- فرديناند[7]
- غرانبي[7]
- غويلدهول[7]
- ليمينغتون[7]
- لويس[7]
- لونينبورغ[7]
- ميدستون[7]
- نورتون[7]
- فيكتوري[7]
- Warner's Grant, Vermont [الإنجليزية]‏[7]
- Warren's Gore, Vermont [الإنجليزية]‏.[7]